# 金山溫泉
25°13′19″N 121°38′28″E / 25.2219363°N 121.6410951°E

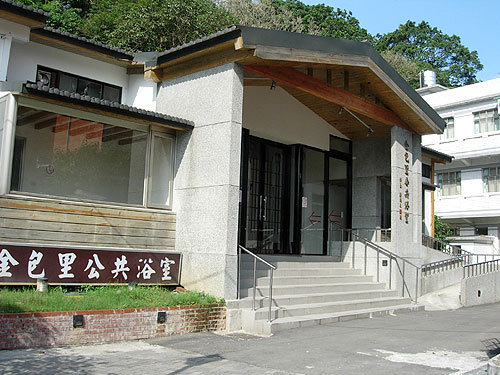
金包里公共浴室：溫泉是屬於中性的氯化物泉

金山溫泉泛指位於臺灣新北市金山區及萬里區境內下萬里（大鵬村－萬里加投社區）溫泉區，濱臨東海，屬於大屯火山群的火成岩溫泉。泉質中性碳酸泉、酸性硫磺泉、鹼性硫磺泉、白磺皆有，部分濱海的泉水含有鹽，泉溫45～50℃，出水口達到90℃。

## 歷史
1896年（明治29年）10月，金包里郵電局長紫藤靜，首先在水尾港附近發現溫泉，隔年在磺溪出海口附近也發現溫泉。
1903年（明治36年）8月28日，於金包里設置台北衛戍病院附屬轉地療養所，1902年（明治45年)，台北廳花費1980余圓修築浴場，1939年（昭和14年），建築基隆郡金山庄金包里溫泉州營浴場。

## 地質
在250萬年前形成了金山到新莊的逆衝斷層，斷層線上的破裂地帶引起的火山活動，延續到50萬年至約30萬年前左右才漸漸休止，是為大屯火山群，而位在這條逆衝斷層上的金山區，也產生許多源源不絕的溫泉水脈。
大屯火山群的溫泉地熱活動，分佈在北投與金山間，長約18公里寬約3公里之狹長地帶。熱源由深部向上儲存於五指山層，在七星山馬槽區下方最熱，而火山碎屑岩受熱水換質作用矽化形成黏土，形成本區溫泉之良好覆蓋層，金山岬的溫泉區，正是五指山層於金山區的露出點。
金山大埔、磺港溫泉為酸性氯化物泉，pH值介於1.5~2.5間，這型的溫泉可能受到部分海水混入。
金山的金泉溫泉與社寮溫泉為為中性氯化物泉，pH值介於6.1~6.6，富含大量鐵離子。'

## 溫泉泉質特色
金山區溫泉所在地與泉質
| 所在地           | 種類   | 溫度  | 酸鹼性       | 地層   |
| 焿子坪           | 硫磺泉 | 57    | 酸性         | 火山岩 |
| 頂中股三重橋     | 硫磺泉 | 高熱  | 酸性         | 火山岩 |
| 頂中股磺溪內     | 硫磺泉 | 溫    | 酸性         | 火山岩 |
| 下中股磺港       | 鐵泉   | 60-80 | 酸性         | 第三系 |
| 下中股金包里溫泉 | 單純泉 | 37    | 弱加爾加里性 | 第三系 |

### 八煙溫泉
八煙溫泉舊名三重橋，由紫蘇輝石及角閃安山岩所構成，數個露頭的泉水匯集注入八煙溪，溫泉瀑布非常壯觀，有多處小型噴氣孔及噴濺熱泉，噴氣孔周圍有針狀硫黃結晶。

### 死磺子坪溫泉
死磺子坪舊稱「死礦子坪」，今稱為「四磺子坪」，位於磺嘴山山腰，主要溫露頭位於崖壁下方，有噴氣孔。地質為凝灰角礫岩，局部受熱液換質作用而呈黏土化及矽化狀。

### 磺山溫泉
磺山溫泉舊稱「焿子坪」，位磺嘴山東北側山腰。岩質為暗灰色緻密含橄欖石兩輝安山岩，因斷層通過地形落差而形成溫泉瀑布，多噴氣孔及溫泉積蓄池，乃全大屯火山區最大的噴氣孔，聲勢浩大。

### 加投溫泉
加投溫泉位在金山與萬里區交界處，舊名「磺堀子」。溫泉露頭乃位於第四紀沖積平原未固結的礫石層，下方為第三紀沉積岩。泉質為強酸性，含毒性強的硫化氫氣體，溫度高，且硫酸根、氯及鈉離子等的濃度高，常有硫黃結晶析出。

### 豐漁村溫泉
豐漁里舊名「水尾」，1935年(昭和10年)探得溫泉，日本政府撥款設金包里州營浴場，1939年(昭和14
年)9月3日竣工。而日本總督府下台北州廳亦耗資3萬日圓，另外興建兩層樓洋房浴場，1939年(昭和14年)竣工，為「新館溫泉」，專以接待日本高官。1945年終戰後由中華民國軍隊接收，建物開始傾圯而完全荒廢，近年才由台灣民間依原圖重建。區公所也於此鑽井設公共浴場，接溫泉水至公園中作為造景。

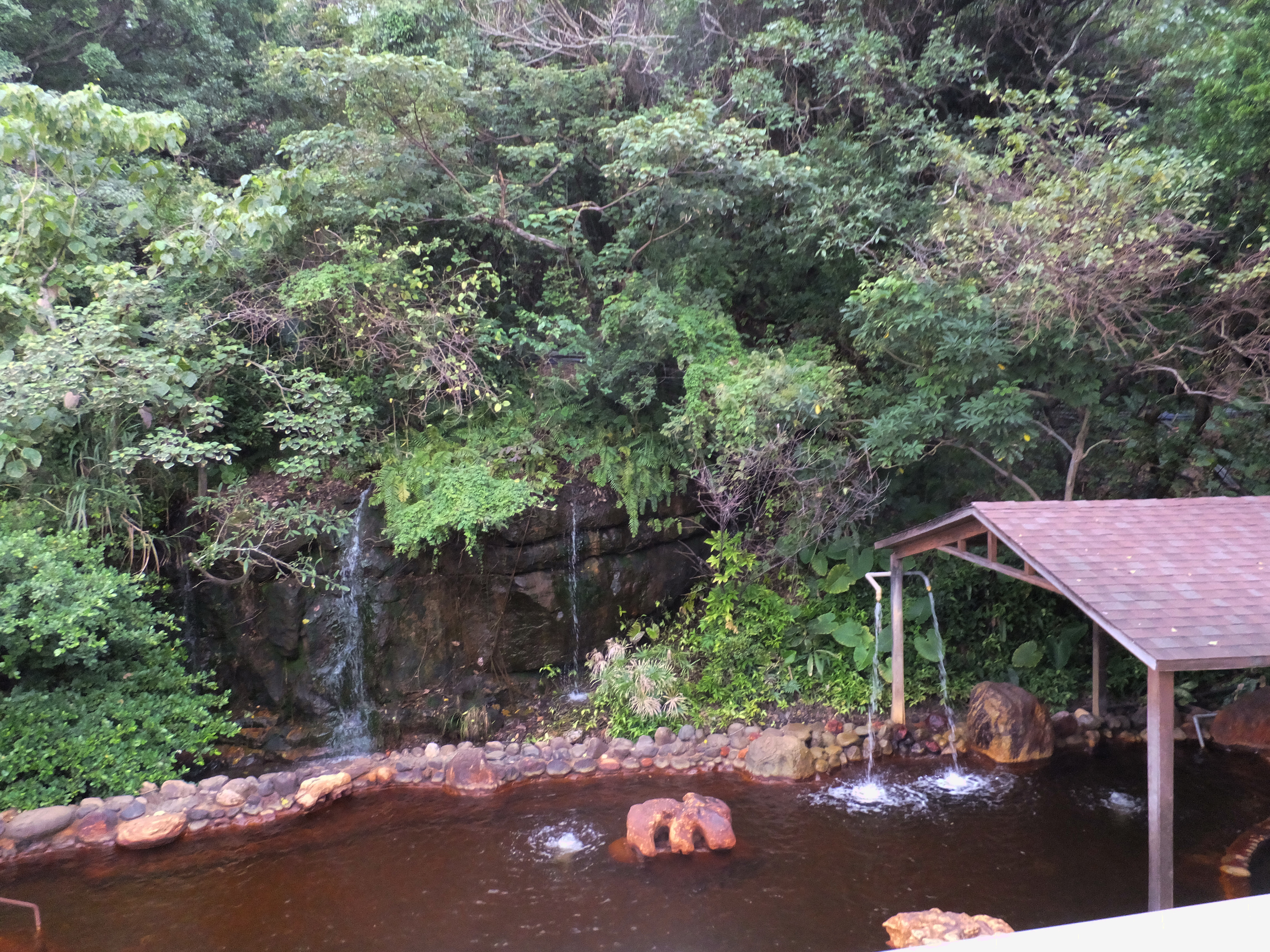
原「新館溫泉」

豐漁公共浴室鄰近水尾漁港，浴室前方有偌大的停車場可供使用，環境廣闊寧靜，周邊有獅頭山公園步道和恬靜海景，亦可步行至電影拍攝知名景點「神秘海岸」，還有橫跨萬里、金山間的金包里溪自行車跨橋，美麗的跨橋串聯兩區的自行車道，連結大鵬及金山兩地的觀光遊憩資源，遊客至此徜徉在藍天碧海的自然美景中，距離市區也很近。到附近海邊遊玩之餘，還可享受泡湯的樂趣，此處實在不容錯過。泉質：氯化物硫酸鹽泉、pH值：5.6±1

### 金泉溫泉
金泉溫泉位在溫泉路上，1900年（明治32年）開發，1912年(明治45年)設立公共浴室，稱「舊館溫泉」，以與豐漁村溫泉「新館溫泉」別。金泉溫泉湧出之鐵離子氧化形成大量黃褐色沉澱物，故有「金泉」之稱。

### 磺港溫泉
磺港溫泉位東側磺港村，為天然溫泉露頭，水溫攝氏43度。近年因地震水源漸枯，2004年又在舊露頭附近窄巷內重新鑽探新泉源。金山青年活動中心溫泉健身館所使用的溫泉，即是利用沙灘附近的磺港溫泉井。

### 社寮溫泉
社寮溫泉與磺港溫泉差異大，為自湧的溫泉，於金山青年活動中心園區的西側邊門外，知名度較低。

## 周邊觀光
以每年10到隔年2月為旺季，每月來客量約9至10萬，85％為台灣人，15%為外來客，以香港旅客最多，其次是日韓。為了將客源延續到夏天，夏天會推出冷泉。
人文歷史包括金包里慈護宮、金包里老街，自然景觀則包括神祕海岸、燭台雙峙，並有獅頭山公園等遊憩場所。

## 外部連結
- 經濟部中央地質調查所《台灣溫泉露頭資源網》 （页面存档备份，存于）
- 陳柏淳《台灣溫泉探索-大屯火山區溫泉徵兆(下)》經濟部中央地質調查所  （页面存档备份，存于）
- 新北市形象商圈-金山溫泉商圈